# Unwirksamkeit
Der Rechtsbegriff Unwirksamkeit bedeutet, dass ein Vertrag oder eine seiner Klauseln oder die dem Vertrag zugrundeliegenden Willenserklärungen keine Rechtsfolgen entfalten. Eine Legaldefinition des Begriffs gibt es nicht. Daneben steht der Begriff der rückwirkenden Nichtigkeit für Willenserklärungen, die im Wege einer begründeten Anfechtung beseitigt werden.

## Begriffsdifferenzierung
Die Begriffe Unwirksamkeit und Nichtigkeit werden zum Teil unterschiedlich verwendet. Aber bereits für Werner Schubert war ein Rechtsgeschäft nichtig, „welches seiner Mangelhaftigkeit wegen die beabsichtigte rechtliche Wirkung nicht zu erzeugen vermag; anfechtbar dasjenige, welches die rechtliche Wirkung zwar erzeugt, seiner Mangelhaftigkeit wegen aber nur dergestalt erzeugt, dass die Wirkung im Falle eines Angriffs nicht Stand zu halten vermag“. Den Begriff der Nichtigkeit verwendet der Gesetzgeber dafür, dass das Rechtsgeschäft so anzusehen sei, als ob es gar nicht vorgenommen worden wäre. Soll Nichtigkeit eintreten, verwendet das Gesetz in der Regel den Terminus „nichtig“, jedoch werden zur Bezeichnung von Nichtigkeitsgründen auch die Termini „unwirksam“ und „kann nicht“ gebraucht.

## Unwirksamkeit
Ein Rechtsgeschäft ist unwirksam, wenn es gegen zwingende gesetzliche Vorschriften verstößt, aber eine Heilung noch möglich ist und dadurch noch gültig werden kann. Umgekehrt können auch Rechtsgeschäfte zunächst wirksam sein, aber durch den erfolgreichen Einsatz von Gestaltungsrechten nachträglich unwirksam werden. Der den Rechtsgeschäften zugrunde liegende Mangel ist geringfügig, sodass das Gesetz eine Heilungsmöglichkeit vorsieht.

### Schwebende Unwirksamkeit
Bei der schwebenden Unwirksamkeit bleibt die Wirksamkeit des abgeschlossenen Rechtsgeschäfts bis zur Nachholung des fehlenden Wirksamkeitserfordernisses in der Schwebe. Ein zunächst unwirksames Rechtsgeschäft wird wirksam, sobald die erforderliche Genehmigung durch einen Dritten oder der Ablauf einer bestimmten Frist eingetreten ist. Die schwebende Unwirksamkeit ist somit ein vorübergehender Zustand, der sich zur vollen Wirksamkeit oder Unwirksamkeit des Geschäfts entwickeln kann. Der Vertragsabschluss durch einen Minderjährigen ist bis zur Genehmigung durch den gesetzlichen Vertreter (meistens Eltern) unwirksam (§ 108 Abs. 1 BGB). Das gilt auch für die „Vertretung ohne Vertretungsmacht“ (§ 177 Abs. 1 BGB) und die Verfügung eines Nichtberechtigten (§ 185 BGB). Beide sind grundsätzlich unwirksam, können aber durch eine Genehmigung durch den Vertretenen beziehungsweise den Berechtigten geheilt werden. Durch die Genehmigung gilt der Vertrag als von Anfang an wirksam (§ 184 Abs. 1 BGB). Auch ein unter Verstoß gegen das Selbstkontrahierungsverbot (§ 181 BGB) getätigtes Rechtsgeschäft ist schwebend unwirksam, sofern es nicht beispielsweise durch Gesellschafterbeschluss nachträglich geheilt wird. Andererseits können bereits erbrachte Leistungen gemäß § 812 BGB zurückgefordert werden. Zwischen den Beteiligten besteht während des Schwebezustands eine Sonderverbindung gegenseitiger Rücksichtnahme. Bedürfen Verträge einer behördlichen Genehmigung, sind die Parteien verpflichtet, alles Erforderliche zu unternehmen, um die erforderliche Genehmigung herbeizuführen. Verletzungen können beispielsweise zu cic-Ansprüchen führen.

### Anfechtbarkeit
Die bisher genannten Rechtsgeschäfte sind geprägt dadurch, dass sie zunächst unwirksam sind und durch Dritte geheilt werden können (siehe Heilung). Daneben gibt es Rechtsgeschäfte, die zunächst wirksam sind, aber durch Gestaltungsrechte nachträglich unwirksam werden. Verträge können nämlich durch Anfechtung nichtig werden, wenn die Anfechtungserklärung (§ 143 BGB) mit Anfechtungsgrund (§§ 119 f., § 123 BGB) innerhalb der Anfechtungsfrist (§ 121, § 124 BGB) abgegeben wird. Erst die wirksame Anfechtung macht den Vertrag rückwirkend als „von Anfang an nichtig“ (ex tunc; § 142 Abs. 1 BGB). Ohne Anfechtung bleibt das Rechtsgeschäft wirksam. Als Anfechtungsgründe nennt das Gesetz Irrtümer, die arglistige Täuschung und die widerrechtliche Drohung.

### Relative Unwirksamkeit
Wenn ein Schutzgesetz nur den Schutz bestimmter Personen bezweckt, so ist ein dagegen verstoßendes Rechtsgeschäft auch nur diesen Personen gegenüber unwirksam; gegenüber allen anderen Personenkreisen ist es indes voll rechtswirksam. So sind nach Eintragung einer Vormerkung Verfügungen des Schuldners über ein Grundstück insoweit unwirksam, als sie einen Anspruch des Gläubigers auf dieses Grundstück vereiteln oder beeinträchtigen würden (§ 888 Abs. 1 BGB). Ein Rechtsgeschäft, das jedoch gegen ein absolutes Veräußerungsverbot (z. B. § 3 Betäubungsmittelgesetz) verstößt, ist gegenüber jedermann, also absolut, nichtig. Die Verletzung relativer Verfügungs- bzw. Veräußerungsverbote (§ 135, § 136 BGB) führt dagegen nur zu relativer Unwirksamkeit, d. h. das Rechtsgeschäft ist nur in Bezug auf die geschützten Personen unwirksam, im Verhältnis zu anderen dagegen wirksam. So ist die Vormerkung gegenüber allen anderen Grundbuchbeteiligten, außer dem begünstigten Gläubiger, wirksam.
Die relative Unwirksamkeit ist nicht von Amts wegen zu beachten. Sie wird geheilt, wenn der Grund der Unwirksamkeit wegfällt oder der durch das Verbot Geschützte auf die Geltendmachung der Unwirksamkeit verzichtet.

## Nichtigkeit
Wenn Rechtsgeschäfte oder Willenserklärungen so schwere Mängel aufweisen, dass das Gesetz ihnen von Anfang an keine Rechtswirkungen zugesteht, sind sie nichtig. Diese Nichtigkeit ist nur in wenigen Fällen, die das Gesetz abschließend aufzählt, heilbar. Die Nichtigkeit besteht von Anfang an („ex tunc“), und zwar unabhängig vom Willen der Beteiligten und wirkt gegen jedermann.

### Nichtigkeit im BGB
Man unterscheidet hier danach, ob Mängel in Person, Form oder Inhalt vorliegen. Diese Rechtsgeschäfte sind von Anfang an (ex tunc) nichtig und können nur ausnahmsweise geheilt werden.
Liegt der schwerwiegende Mangel in der Person einer der Vertragsparteien begründet, kennt das Gesetz nur die Rechtsfolge der Nichtigkeit. So ordnet § 105 BGB an, dass die Willenserklärung eines Geschäftsunfähigen unheilbar nichtig ist. Damit sollen Geschäftsunfähige geschützt werden.
Im Zivilrecht besteht für Rechtsgeschäfte grundsätzlich Formfreiheit. Nur in Ausnahmefällen ordnet das Gesetz zur Einhaltung bestimmter Funktionen (Beweis-, Warn-, Aufklärungs- oder Kontrollfunktion) eine gesetzlich vorgeschriebene Form an. Das sind Textform, Schriftform, notarielle Beglaubigung und notarielle Beurkundung. Werden diese Formen nicht eingehalten, so sind die Rechtsgeschäfte – von wenigen Ausnahmen abgesehen – unheilbar nichtig (§ 125 BGB). So bedürfen der Grundstückskaufvertrag (§ 311b BGB) und der Ehevertrag (§ 1410 BGB) der Beurkundung, für den Verbraucherdarlehensvertrag sieht das Gesetz Schriftform vor (§ 492 Abs. 1 BGB). Fehlen bei letzterem wesentliche Angaben oder ist die Schriftform nicht eingehalten, so ist der Vertrag nichtig (§ 494 Abs. 1 BGB). Ebenso liegt bei Darlehensvermittlungsverträgen unheilbare Nichtigkeit vor, wenn der Verbraucher über vorvertragliche Pflichtangaben des Vermittlers nicht oder nicht ausreichend in Textform informiert wurde (§ 655b Abs. 2 BGB). Wird bei einem Arbeitsverhältnis die Kündigung entgegen § 623 nicht in Schriftform, sondern in Textform, elektronisch oder mündlich erklärt, so ist die Kündigung ebenfalls formnichtig.
Die Nichtigkeit eines Vertrags kann aber auch aus seinem Inhalt herrühren. So sind Scheingeschäfte (§ 117 BGB), Scherzgeschäfte (§ 118 BGB), sittenwidrige oder wucherische Verträge (§ 138 BGB) unheilbar nichtig. Das gilt auch für den geheimen Vorbehalt, sofern der andere Teil den Vorbehalt kennt (§ 116 Satz 2 BGB). Eine letzte, zum Vertragsinhalt gehörende Fallgruppe behandelt die Nichtigkeit von Verträgen, die gegen ein gesetzliches Verbot verstoßen (§ 134 BGB). Das setzt voraus, dass einzelne Vertragspassagen oder der gesamte Inhalt gegen ein Verbotsgesetz verstoßen. Es muss ein Verstoß gegen zwingende Bestimmungen der Rechtsordnung vorliegen. Ein Verstoß gegen ein Gesetz führt nur dann zur Nichtigkeit des Vertrages, wenn die Nichtigkeit ausdrücklich vorgesehen ist oder sich aus dem Schutzzweck ergibt. Ein Vertrag zwischen Dieb und Hehler ist nichtig, weil Hehlerei strafbewehrt ist und diese Tat als gesetzliches Verbot eingestuft wird. Verboten und deshalb nichtig sind auch bestimmte Vereinbarungen zwischen Unternehmen, die darauf gerichtet sind, den Wettbewerb zu beschränken (§ 1 GWB; Kartellverbot).
Nach § 139 BGB führt die Teilnichtigkeit eines Vertrages zur Nichtigkeit der ganzen Vereinbarung. Dies kann durch eine Salvatorische Klausel ausgeschlossen werden. Die Teilnichtigkeit einer Allgemeinen Geschäftsbedingung führt dagegen nach § 306 Abs. 1 BGB nur zur Unwirksamkeit der betreffenden Klausel, ansonsten bleibt der Vertrag wirksam. Nur im Ausnahmefall des § 306 Abs. 3 BGB kann die Unwirksamkeit einer AGB-Klausel zur Unwirksamkeit des gesamten Vertrages führen.

### Nichtigkeit in Spezialvorschriften
Verschiedene Spezialgesetze sehen in bestimmten Fällen Nichtigkeitsfolgen vor. So ist ein festgestellter Jahresabschluss nach § 256 AktG (außer in den Fällen des § 173 Abs. 3, § 234 Abs. 3 und § 235 Abs. 2 AktG) nichtig, wenn er u. a. durch seinen Inhalt Vorschriften verletzt, die ausschließlich oder überwiegend zum Schutze der Gläubiger der Gesellschaft gegeben sind (§ 256 Abs. 1 Nr. 1 AktG; Bilanzwahrheit). Der Beschluss in einer Hauptversammlung einer Aktiengesellschaft kann nach § 241 AktG nichtig sein, wenn er z. B. mit dem Wesen der Aktiengesellschaft nicht zu vereinbaren ist oder durch seinen Inhalt Vorschriften verletzt, die ausschließlich oder überwiegend zum Gläubigerschutz oder sonst im öffentlichen Interesse gegeben sind (§ 241 Nr. 3 AktG).

### Nichtigkeit von Verwaltungsakten
Aus dem öffentlichen Recht steht häufig der Verwaltungsakt im Mittelpunkt der Kritik. Ein Verwaltungsakt ist nach § 44 Abs. 1 VwVfG nichtig, wenn er an einem besonders schwer wiegenden Fehler leidet und dies bei verständiger Würdigung aller in Betracht kommenden Umstände offensichtlich ist. Die in § 44 Abs. 2 VwVfG genannten Fälle führen in jedem Fall zu Nichtigkeit (sog. absolute Nichtigkeitsgründe): diese sind z. B. das Fehlen der erlassenden Behörde (§ 44 Abs. 2 Nr. 1 VwVfG) oder der Verstoß eines Verwaltungsaktes gegen die guten Sitten (§ 44 Abs. 2 Nr. 6 VwVfG). Sind Verwaltungsakte undurchführbar („den aus tatsächlichen Gründen niemand ausführen kann“, § 44 Abs. 2 Nr. 4 VwVfG), so sind sie ebenfalls ohne weiteres nichtig. Jedoch kommt in den Fällen des § 44 Abs. 3 VwVfG gegebenenfalls eine Heilung in Betracht (§ 45 VwVfG), so dass die Nichtigkeit vermieden werden kann. Bei minder schweren Mängeln kann die Nichtigkeit durch Rechtsbehelfe (Anfechtung, Widerspruch oder Rücknahme) herbeigeführt werden.

### Nichtigkeit kommunaler Rechtsgeschäfte
Das Kommunalrecht übernimmt weitgehend die zivilrechtlichen Vorschriften. So wird in vielen Gemeindeordnungen bestimmt, dass Rechtsgeschäfte der Gemeinde, die der aufsichtsbehördlichen Genehmigung bedürfen, ohne diese Genehmigung unwirksam sind (z. B. § 130 Gemeindeordnung NRW). Diese Vorschriften sind als Genehmigungsvorbehalt aufzufassen. Derartige aufsichtsbehördlichen Genehmigungsvorbehalte gegenüber kommunalen Rechtsakten sind ein Mittel vorbeugender Staatsaufsicht. Durch sie soll verhindert werden, dass Rechtsakte Geltungskraft erlangen, die insbesondere mit bestimmten gesetzlichen Vorgaben nicht in Einklang stehen; in dieser Art der Aufsicht liegt damit ein besonders starker Eingriff in die kommunale Selbstverwaltung. Es handelt sich um eine Form der staatlichen Mitentscheidung, die den Staat zur Überprüfung nicht nur der Rechtmäßigkeit, sondern auch der Zweckmäßigkeit des Rechtsgeschäfts ermächtigt.
Genehmigungspflichtig sind u. a. die Änderung des Gemeindenamens (§ 13 GemO), Dienstsiegel/Wappen/Flagge (§ 14 GemO), Verringerung der allgemeinen Rücklagen (§ 75 Abs. 4 GemO) oder das Haushaltssicherungskonzept (§ 76 Abs. 2 GemO). Die aufsichtsbehördliche Genehmigung stellt, auch wenn sie zu einem zivilrechtlichen Rechtsgeschäft erteilt wird, einen Verwaltungsakt dar, der zwar nicht Bestandteil, aber Wirksamkeitsvoraussetzung des Rechtsgeschäftes ist, auf das sich die Genehmigung bezieht. Die Genehmigung ist jeweils von der Gemeinde zu beantragen. Bis zur Erteilung der Genehmigung ist das zugrunde liegende Rechtsgeschäft schwebend unwirksam und bindet die Geschäftspartner so lange, bis über die Genehmigung entschieden ist oder die Parteien den Vertrag aufheben. Die Genehmigung lässt das Rechtsgeschäft wirksam werden, und zwar rückwirkend auf den Zeitpunkt des Geschäftsbeginns. Soweit gesetzlich nichts anderes bestimmt ist, ist über die Genehmigung nach pflichtgemäßem Ermessen zu entscheiden, so dass ein im Verwaltungsrechtsweg verfolgbarer Anspruch auf Erteilung der Genehmigung nur bei Ermessensverletzungen besteht.
Nichtigkeitsrisiken drohen auch kommunalen Gewährleistungen, die EG-Notifizierungspflichten unterliegen. Die Kommune hat in eigener Verantwortung zu prüfen, ob die Modalitäten von Bürgschaften und Gewährverträgen den Vorgaben der Art. 107, Art. 108 EG-Vertrag entsprechen. Wird gegen diese Notifizierungspflicht verstoßen, so ist die Beihilfe oder kommunale Gewährleistung nichtig. Nichtigkeitsgrund ist der Verstoß gegen ein gesetzliches Verbot (§ 134 BGB), weil der BGH die Notifizierungspflicht als Verbotsgesetz klassifiziert.

### Nichtigkeit von Gesetzen
Auch der Gesetzgeber kann bei dem Erlass von Rechtsverordnungen oder Gesetzen Fehler machen (Fehlerkalkül). Bei nachkonstitutionellen Gesetzen im formellen Sinne (also unterhalb des Grundgesetzes) kann die Nichtigkeit nur vom Bundesverfassungsgericht (BVerfG) bzw. dem zuständigen Landesverfassungsgericht ausgesprochen werden (Verwerfungsmonopol). Das Verwerfungsmonopol der Verfassungsgerichtsbarkeit bedeutet, dass nur das BVerfG eine formelle Norm nichtig erklären darf und sich nicht jedes einzelne Gericht über den Willen des Gesetzgebers hinwegsetzen darf. Verstoßen also Gesetze oder Rechtsverordnungen gegen die Verfassung, kann im Wege des Normenkontrollverfahrens oder durch Verfassungsklage ihre (Teil-)Nichtigkeit herbeigeführt werden. Das BVerfG muss bei der Außer-Kraft-Setzung von Gesetzen mit äußerster Zurückhaltung vorgehen, weil diese stets einen erheblichen Eingriff in die Gestaltungsfreiheit des Gesetzgebers bedeutet. Die Anrufung des BVerfG darf nicht zu einem Mittel werden, mit dessen Hilfe die im Gesetzgebungsverfahren unterlegenen Beteiligten die Wirksamkeit eines Gesetzes verzögern können. Wird jedoch die Verfassungswidrigkeit eines Gesetzes durch das BVerfG festgestellt, so ist das betroffene Gesetz von Anfang an nichtig (§ 78 BVerfGG).

### Nichtigkeit von Gerichtsurteilen
In einigen wenigen Fällen wurden auch Gerichtsurteile als nichtig betrachtet. Voraussetzung ist, dass die Fehlerhaftigkeit des Urteils so evident dem Geist der Strafprozessordnung und wesentlichen Prinzipien der rechtsstaatlichen Ordnung widerspricht, dass es unerträglich erscheint, sie als verbindlich hinzunehmen.

## Teilnichtigkeit
§ 139 BGB ordnet an, dass im Falle der Nichtigkeit eines Teils eines Rechtsgeschäfts, das ganze Rechtsgeschäft nichtig ist, wenn nicht anzunehmen ist, dass es auch ohne den nichtigen Teil vorgenommen sein würde. Es gibt allerdings Ausnahmen zur Anwendungsbeschränkung. So findet § 139 BGB keine Anwendung, wenn Spezialgesetze Regelungen treffen. Sind beispielsweise allgemeine Geschäftsbedingungen ganz oder teilweise nicht Vertragsbestandteil geworden oder unwirksam, so bleibt der Vertrag nach § 6 Absatz 1 AGBG im übrigen wirksam. Keine Anwendung findet die Teilnichtigkeit auch in Ansehung von Arbeitsverträgen.

## Heilung
In ganz bestimmten Fällen sieht das Gesetz vor, dass Rechtsakte trotz vorhandener Mängel geheilt werden können mit der Folge der Wirksamkeit von Anfang an. Diese Mängel können mithin ihre Beachtlichkeit verlieren, wenn die Parteien später einen Tatbestand verwirklichen, hinter welchem der gesetzliche Schutzzweck dann zurücktritt. Das Gesetz versucht hiermit, möglichst auch mängelbehaftete Verträge aufrechtzuerhalten, sodass die Vertragsautonomie nur in unumgänglichen Situationen gestört werden muss. Oft genügt dann die Eintragung an sich nichtiger Verträge in ein öffentliches Register oder deren Erfüllung, um die Nichtigkeit zu beseitigen. Erfolgt beim formnichtigen Grundstückskaufvertrag die Auflassung und nachfolgende Eintragung ins Grundbuch, ist die Nichtigkeit des Vertrags aufgehoben (§ 311b Abs. 1 Satz 2 BGB). Liegt beim beurkundungspflichtigen Schenkungsversprechen ein Formmangel vor, so wird dieser durch Schenkung geheilt (§ 518 Abs. 2 BGB). Ist bei der Bürgschaft die Schriftform nicht gewahrt, wird dieser Formmangel durch Erfüllung (also Zahlung des Bürgen) geheilt (§ 766 Satz 2 BGB).
Die Nichtigkeit eines Beschlusses in der Hauptversammlung wird nach § 242 AktG durch Eintragung ins Handelsregister und nachfolgenden Zeitablauf von drei Jahren geheilt. Nichtige Jahresabschlüsse können unter den Voraussetzungen des § 256 Abs. 6 AktG geheilt werden.